# ペコラーラ
ペコラーラ（伊: Pecorara）は、イタリア共和国エミリア＝ロマーニャ州ピアチェンツァ県アルタ・ヴァル・ティドーネに属する分離集落（フラツィオーネ）。
かつては独立したコムーネであったが、2018年1月1日にカミナータ、ニッビアーノと合併して新自治体の一部となった。

## 地理

### 位置・広がり

#### 隣接コムーネ
コムーネとしてのペコラーラは、以下のコムーネと隣接していた。括弧内のPVはパヴィーア県所属を示す。
- ボッビオ
- ニッビアーノ
- ピアネッロ・ヴァル・ティドーネ
- ピオッツァーノ
- ロマニェーゼ (PV)
- トラーヴォ
- ザヴァッタレッロ (PV)